# 강동역
강동(강동성심병원)역(Gangdong(Gangdong Seongshim Hospital)Station, 江東(江東聖心病院)驛)은 서울특별시 강동구 천호대로에 있는 수도권 전철 5호선의 지하철역으로, 하남검단산역, 마천역 방향 열차가 분기한 환승역이다. 심야에 1편성이 주박한다.

## 역사
- 1995년 11월 15일 : 서울 지하철 5호선 왕십리역~상일동역 구간 개통과 함께 영업 개시
- 1996년 3월 30일 : 5호선 마천지선 강동역~마천역 구간 개통과 함께 환승역이 됨
- 2016년 8월 1일 : 부기역명을 강동성심병원으로 표기.
- 2019년 8월 : 계약기간 만료로 부기역명 삭제.

## 역 구조
2면 3선식 승강장이 있는 지하역으로, 1면 2선을 방화행 열차가 이용하고 방화 방면 섬식 승강장이 마주보고 있는 나머지 1면 1선을 5호선 하남검단산행, 상일동행, 마천행 열차가 이용한다. 하행의 경우, 하남검단산행 및 상일동행 열차와 마천행 열차가 한 선로에 번갈아 진입하므로, 목적지를 다시 한번 확인한 후에 탑승하여야 한다. 상행의 경우, 하행 선로의 바로 옆에 있는 선로와 그 맞은편에 있는 선로가 각각 있다. 두 선로 모두 방화행 열차가 진입하며, 이 중에서 하행 선로의 바로 옆에 있는 선로에는 하남검단산 방면의 길동역을 경유하고, 그 맞은편에 있는 선로에는 마천 방면의 둔촌동역을 경유하여 각각 열차가 진입한다. 이 중에서 아무 열차나 탑승해도 천호역 방면으로 갈 수 있다.

### 승강장
| 천호 ↑          |
| \| 상1 상2 \|   |
| ↓ 길동/↓ 둔촌동 |

- 승강장 번호는 정해져있지 않다.

| 하  | ● 수도권 전철 5호선 |              | 하남검단산 · 마천 방면                                 |
| 상1 | ● 수도권 전철 5호선 | 하남검단산발 | 천호 · 왕십리 · 광화문 · 여의도 · 김포공항 · 방화 방면 |
| 상2 | ● 수도권 전철 5호선 | 마천발       | 천호 · 왕십리 · 광화문 · 여의도 · 김포공항 · 방화 방면 |

## 역 주변
- 동신중학교
- 한림대학교 강동성심병원
- 강동세무서
- KT 강동지사

## 이용객 변동
| 노선  | 노선   | 일평균 인원수 (명/일) | 일평균 인원수 (명/일) | 일평균 인원수 (명/일) | 일평균 인원수 (명/일) | 일평균 인원수 (명/일) | 일평균 인원수 (명/일) | 일평균 인원수 (명/일) | 일평균 인원수 (명/일) | 일평균 인원수 (명/일) | 일평균 인원수 (명/일) | 각주  |
| 노선  | 노선   | 2000년                | 2001년                | 2002년                | 2003년                | 2004년                | 2005년                | 2006년                | 2007년                | 2008년                | 2009년                | 각주  |
| ----- | ------ | --------------------- | --------------------- | --------------------- | --------------------- | --------------------- | --------------------- | --------------------- | --------------------- | --------------------- | --------------------- | ----- |
| 5호선 | 승차   | 14,474                | 15,508                | 15,121                | 15,921                | 16,363                | 16,855                | 17,096                | 17,265                | 17,764                | 17,995                | [ 1 ] |
| 5호선 | 하차   | 12,369                | 12,853                | 12,355                | 13,084                | 12,941                | 13,672                | 13,905                | 14,183                | 14,377                | 14,333                | [ 1 ] |
| 5호선 | 승하차 | 26,843                | 28,362                | 27,476                | 29,005                | 29,304                | 30,527                | 31,001                | 31,448                | 32,141                | 32,328                | [ 1 ] |
| 노선  | 노선   | 2010년                | 2011년                | 2012년                | 2013년                | 2014년                | 2015년                | 2016년                | 2017년                |                       |                       | [ 1 ] |
| 5호선 | 승차   | 19,149                | 19,722                | 20,249                | 20,146                | 20,199                | 19,747                | 19,463                | 19,356                |                       |                       | [ 1 ] |
| 5호선 | 하차   | 15,148                | 16,105                | 16,709                | 16,621                | 16,777                | 16,529                | 16,512                | 16,666                |                       |                       | [ 1 ] |
| 5호선 | 승하차 | 34,297                | 35,827                | 36,958                | 36,767                | 36,976                | 36,276                | 35,975                | 36,022                |                       |                       | [ 1 ] |

## 인접한 역
| 서울 지하철 5호선 본선     | 서울 지하철 5호선 본선 | 서울 지하철 5호선 본선   |
| -------------------------- | ---------------------- | ------------------------ |
| 547 천호 방화 방면         | ● 수도권 전철 5호선    | 549 길동 하남검단산 방면 |
| 서울 지하철 5호선 마천지선 |                        |                          |
| 547 천호 방화 방면         | ● 수도권 전철 5호선    | P549 둔촌동 마천 방면    |

## 사진

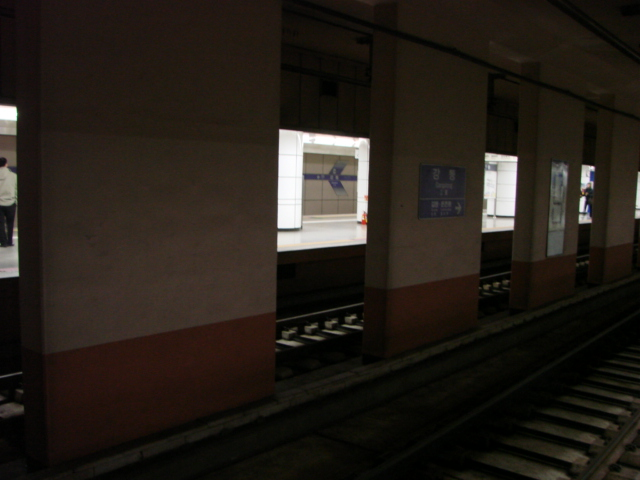
승강장(스크린도어 설치 전)
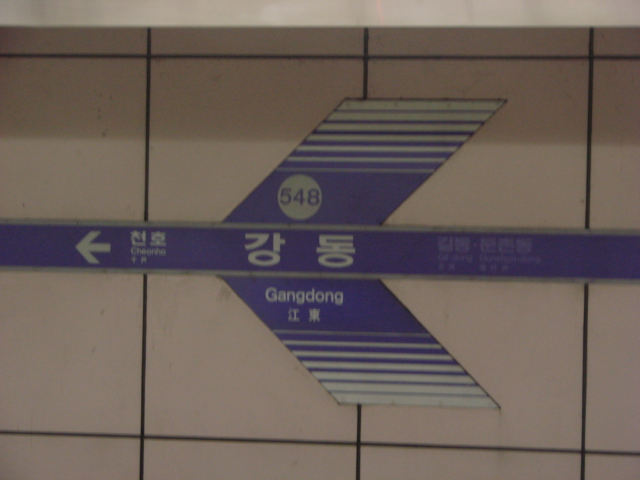
역명판(방화역 방면)
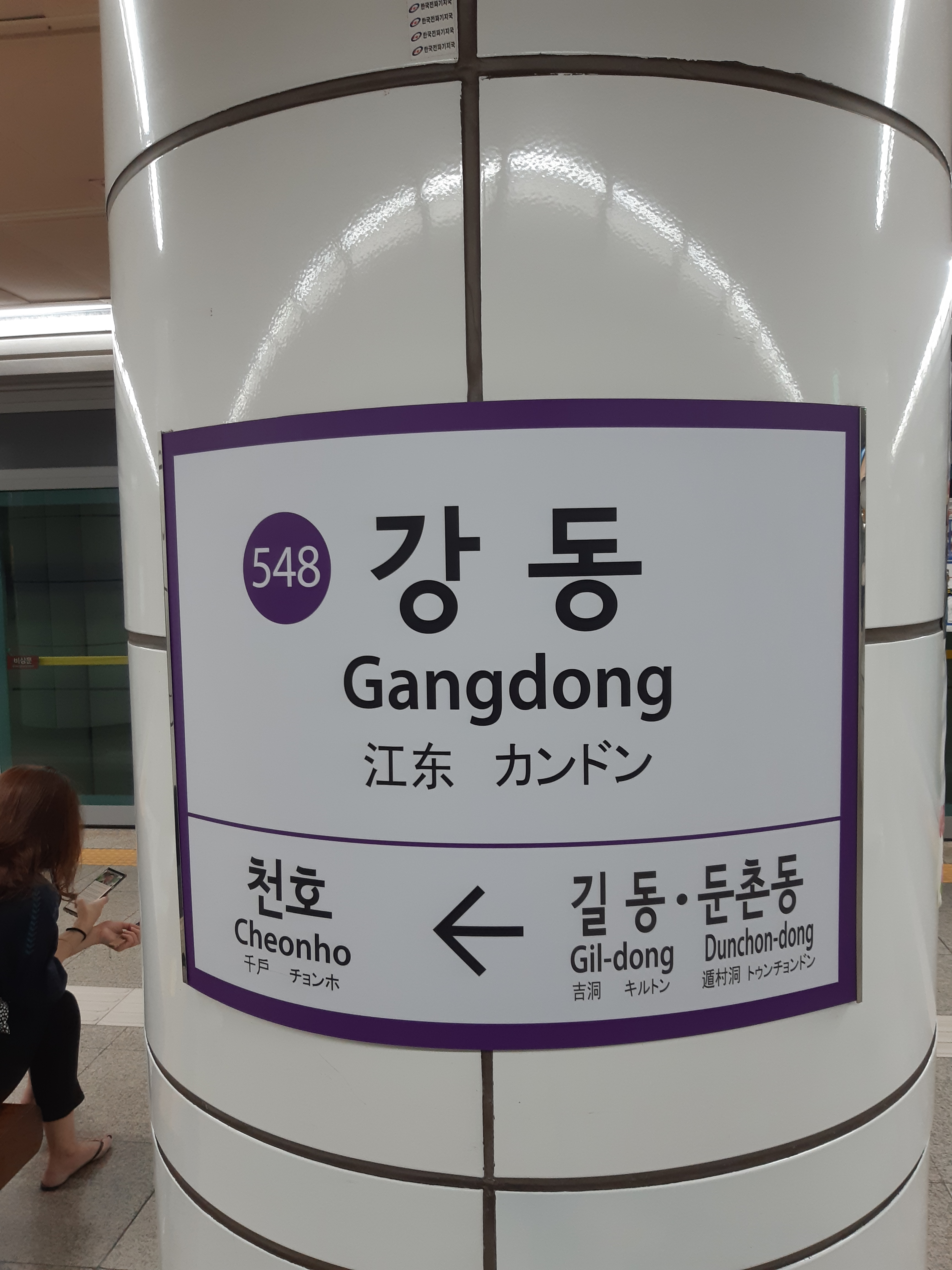
역명판
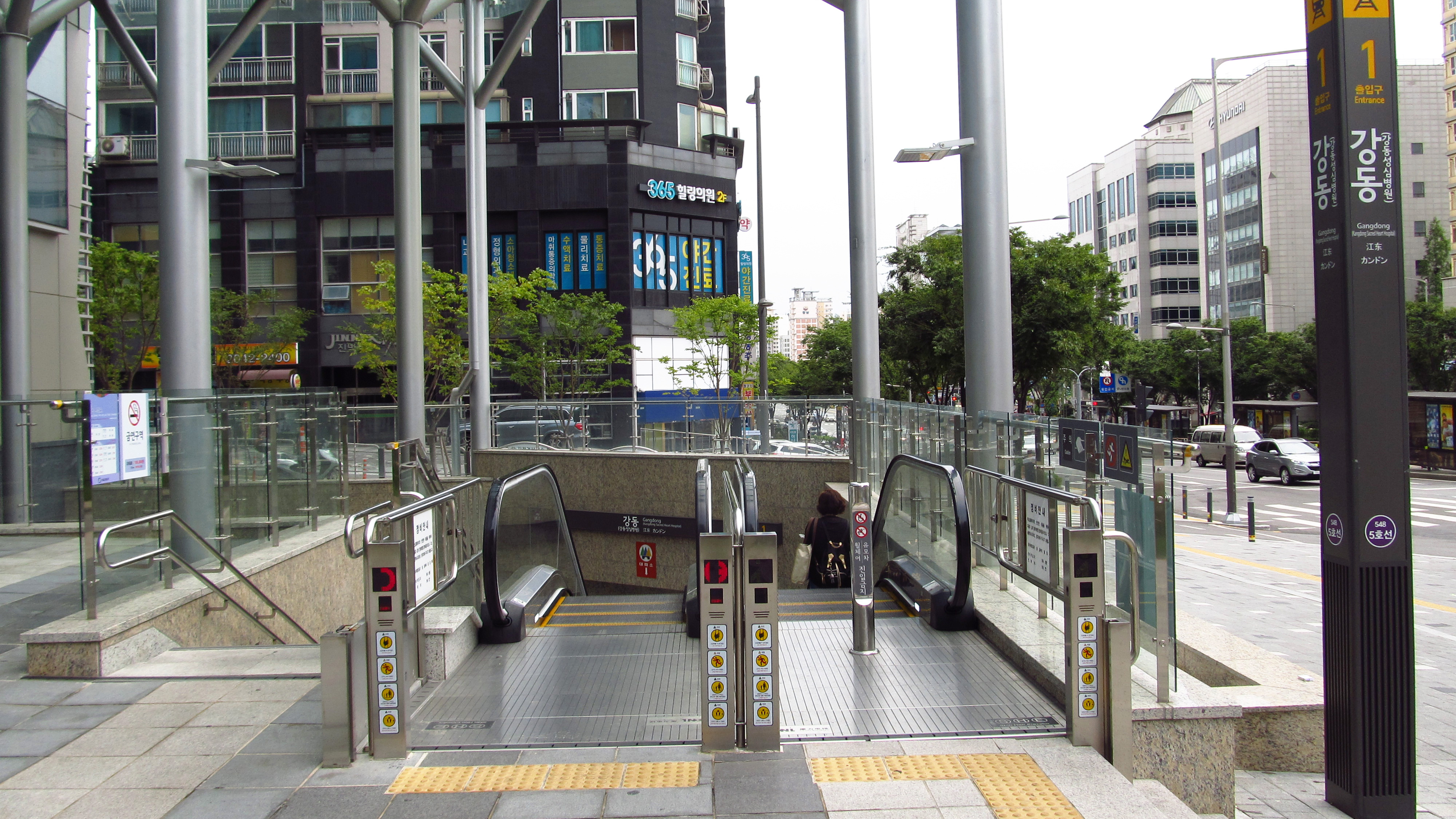
1번출구
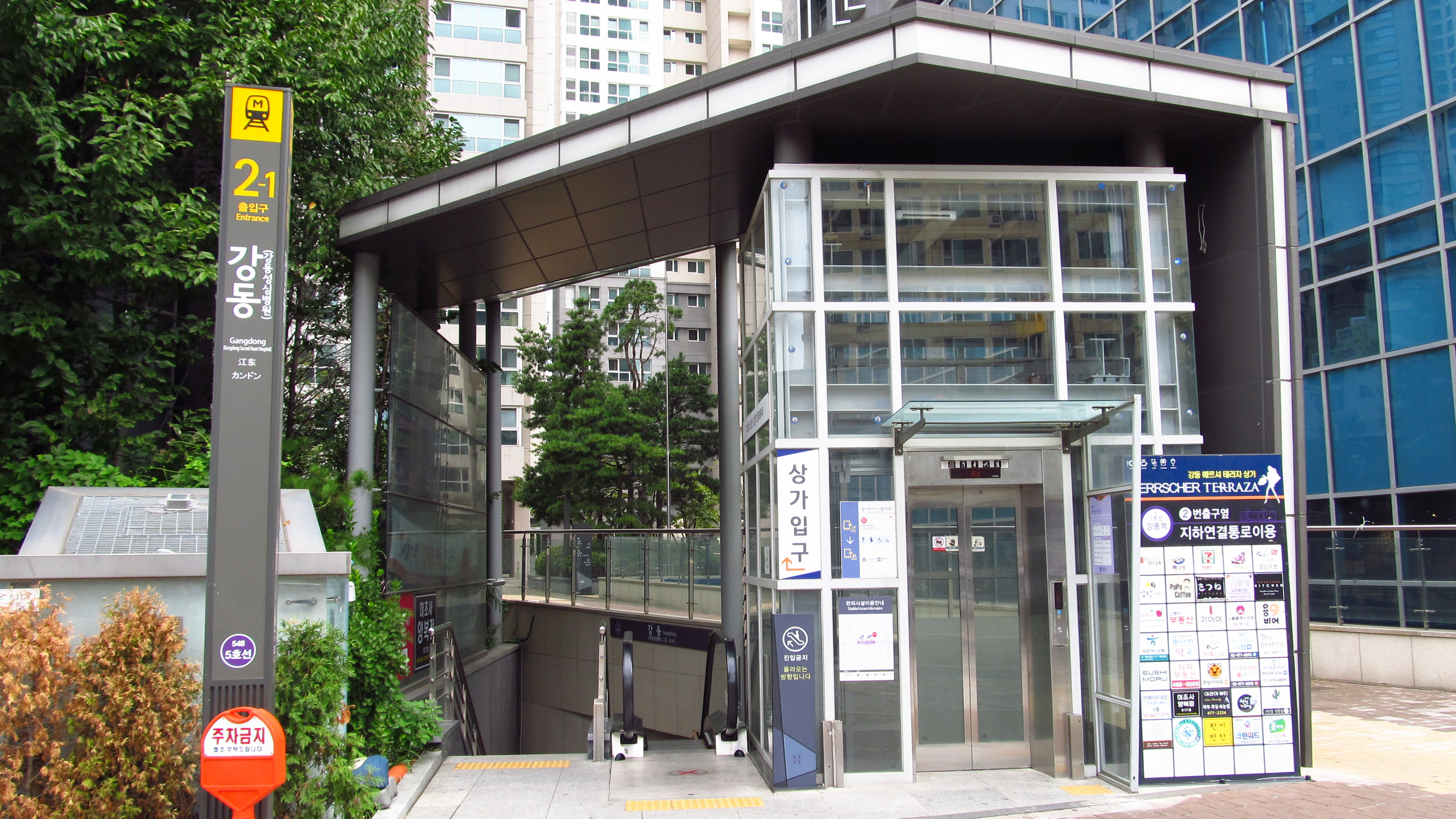
2-1번출구
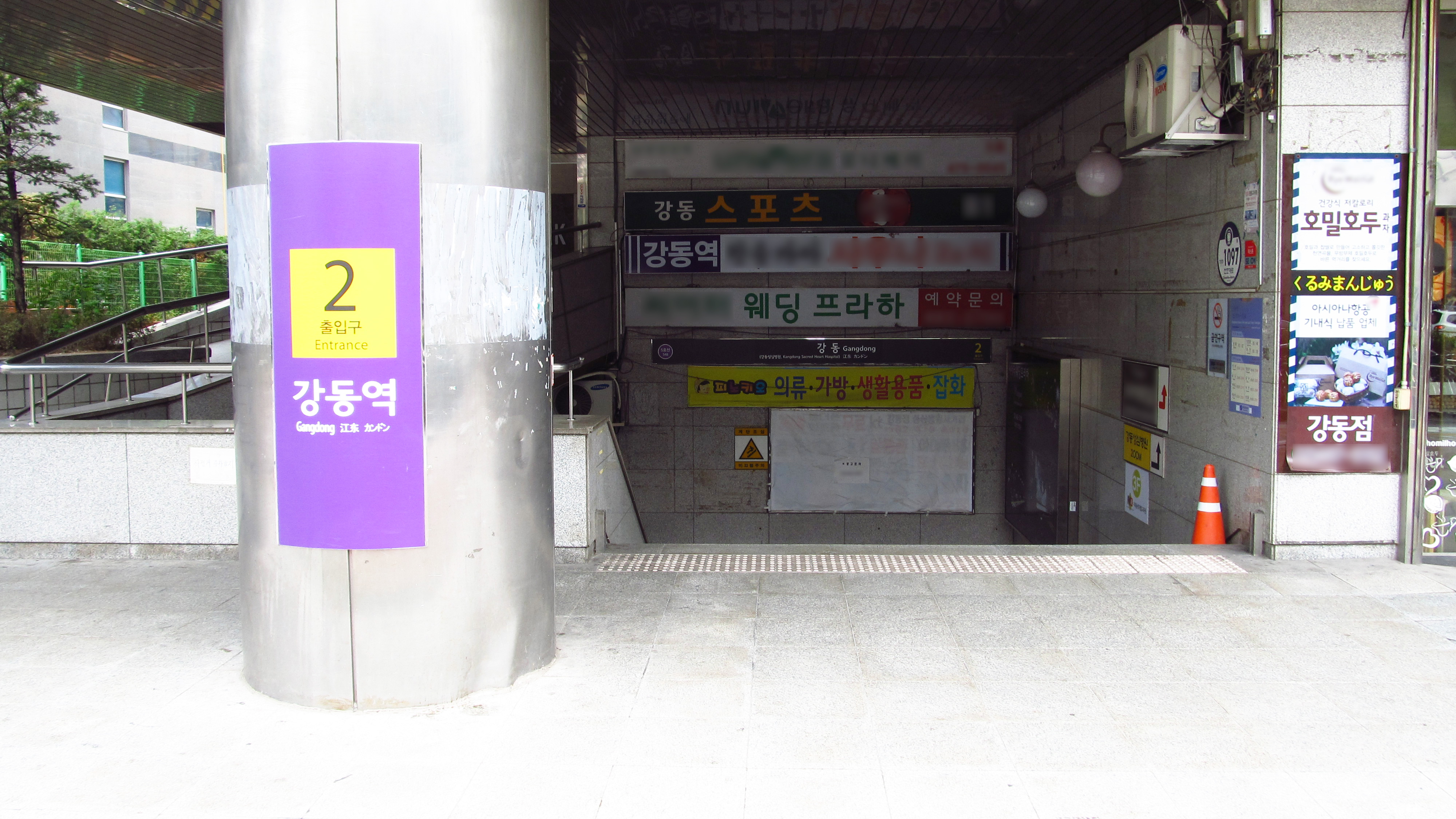
2번출구

## 같이 보기
- 보라매공원역
- 구로역